# Велешин
Велешин (чеш. Velešín) град је у Чешкој Републици. Град се налази у управној јединици Јужночешки крај, у оквиру којег припада округу Чешки Крумлов.

## Становништво
Према подацима о броју становника из 2014. године град је имао 3.904 становника.